# 桂林道
桂林道，中华民国初期设置的道。
1913年2月置漓江道，辖临桂、兴安、灵川、阳朔、永宁、永福、义宁、全县、灌阳、龙胜、平乐、恭城、富川、贺县、荔浦、修仁、昭平、永安、中渡等县。1914年6月漓江道改名桂林道，治所在桂林县（今广西壮族自治区桂林市）。属广西省。辖桂林、兴安、灵川、阳朔、古化、永福、义宁、全县、灌阳、龙胜、平乐、恭城、富川、贺县、荔浦、修仁、昭平、蒙山、中渡等县。辖区约当今广西壮族自治区龙胜、临桂、永福、鹿寨（东部）、金秀等市县以东，蒙山、昭平、贺州等市县以北地区。1916年10月由富川、昭平两县析置钟山县。1924年3月，由永福县析置榴江县，同月由全县析置西延县（已批准，后未实行）。1926年废。